# Damé
Damé è una città e sottoprefettura della Costa d'Avorio appartenente al  dipartimento di Agnibilékrou. Conta una popolazione di 15 920 abitanti (censimento 2014).